# Erbium-168
Erbium-168 of 168Er is een stabiele isotoop van erbium, een lanthanide. Het is een van de zes stabiele isotopen van het element, naast erbium-162, erbium-164, erbium-166, erbium-167 en erbium-170. De abundantie op Aarde bedraagt 26,78%. 
Erbium-168 ontstaat onder meer bij het radioactief verval van holmium-168, thulium-168 en ytterbium-168.
{\displaystyle {\ce {{^{168}_{67}Ho}->{^{168}_{68}Er}+{e^{-}}+{\bar {\nu }}_{e}}}}
 
{\displaystyle {\ce {{^{168}_{70}Yb}->{^{168}_{69}Tm}+{e^{+}}+{\nu }_{e}}}}
{\displaystyle {\ce {{^{168}_{69}Tm}->{^{168}_{68}Er}+{e^{+}}+{\nu }_{e}}}}
De isotoop wordt ervan verdacht via alfaverval te vervallen tot dysprosium-164. 
{\displaystyle {\ce {{^{168}_{68}Er}->{^{164}_{66}Dy}+\,_{2}^{4}\alpha }}}
Erbium-168 bezit echter een halveringstijd die vele malen groter is dan de leeftijd van het universum en derhalve kan de isotoop als stabiel beschouwd worden.
142Er · 143Er · 144Er · 145Er · 146Er · 147Er · 147mEr · 148Er · 149Er · 149m1Er · 149m2Er · 149m3Er · 150Er · 151Er · 151m1Er · 151m2Er · 152Er · 153Er · 154Er · 155Er · 156Er · 157Er · 157mEr · 158Er · 159Er · 159m1Er · 159m2Er · 160Er · 161Er · 161mEr · 162Er · 163Er · 163mEr · 164Er · 165Er · 166Er · 167Er · 167mEr · 168Er · 169Er · 170Er · 171Er · 171mEr · 172Er · 173Er · 174Er · 175Er · 176Er · 177Er · 178Er